# NGC 1254
NGC 1254 é uma galáxia elíptica (E-S0) localizada na direcção da constelação de Cetus. Possui uma declinação de +02° 40' 40" e uma ascensão recta de 3 horas, 14 minutos e 23,8 segundos.
A galáxia NGC 1254 foi descoberta em 9 de Setembro de 1864 por Albert Marth.